# Viaducto de Auteuil
El viaducto de Auteuil (del francés: Viaduc d'Auteuil) fue un puente parisino sobre el río Sena que se situaba a la altura de los bulevares de los Mariscales entre los actuales distritos XV y XVI. El puente debe su nombre al antiguo municipio de Auteuil que fue parcialmente anexionado a la capital francesa en 1860. 
También recibía el nombre de Pont viaduc du Point-du-Jour (Puente viaducto del Alba) nombre homónimo al de un barrio cercano que probablemente debía su denominación a los duelos que ahí se celebraban al amanecer.

## Historia
Fue construido entre 1863 y 1865. Era una obra de dos pisos, uno usado por el ferrocarril en la parte superior mientras que el inferior servía a vehículos y peatones. La parte superior por la que circulaba la línea de Petite Cinture, un ferrocarril circular que servía para rodear París, fue clausurada en 1934 ya que el metro convirtió en marginal su uso.
En 1962 se decidió derribar la construcción para levantar un nuevo puente llamado puente del Garigliano que se puso en servicio de 1966. Se solventaban así los problemas de gálibo para la navegación que por su baja altura generaba el viaducto de Auteuil adaptando además, el puente a las exigencias del tráfico automovilístico de la época.  